# ジョン・カーティス (昆虫学者)

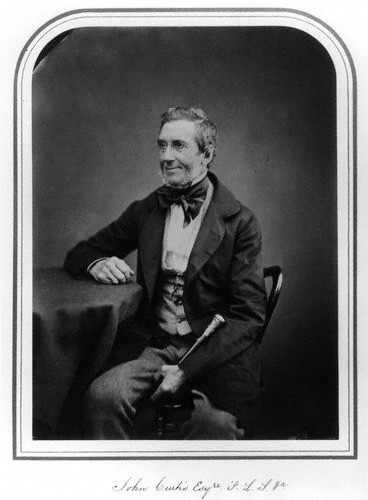
ジョン・カーティス

ジョン・カーティス（John Curtis、1791年9月3日 - 1862年10月6日）はイギリスの昆虫学者、博物画家である。『イギリスの昆虫学』(British Entomology) を出版した。

## 略歴
ノリッジで版画家の息子に生まれた。4歳の時父親は没し、母親から教育を受けた。16歳で公証人の見習いに出されるが、余暇に昆虫を研究し、絵を描いた。昆虫学を趣味とする裕福な地主、ウイルキン(Simon Wilkin）と知り合い、ロンドンのウィルキンの屋敷で暮らし、多くの博物学者と交流した。カービーとスペンスの一般向けの昆虫の書籍、 "Introduction to Entomology" (1815-1826)の図版を描いたのが昆虫学の分野での最初の仕事となった。
カーティスの代表作の『イギリスの昆虫学』(British Entomology)は1824年から1839年まで刊行され、19世紀で最も美しい昆虫の画集のひとつとされる。毎月、購読者に4枚の彩色された版画と2ページの解説が頒布された。通算で769種の昆虫が紹介された。
カーティスは昆虫の名前索引である "A Guide to the Arrangement of British Insects"を出版したことでも知られる。イギリスの昆虫、1,500属と 15,000種を網羅したもので、ジェームズ・チャールズ・デール(James Charles Dale)、フランシス・ウォーカー(Francis Walker)、アレキサンダー・ヘンリー・ハリデイ(Alexander Henry Haliday)が共著者となった。他に著書としては、イギリスの害虫に関する"Farm Insects being the natural history and economy of the insects injurious to the field crops of Great Britain and Ireland with suggestions for their destruction"(1860)がある。
晩年は視力を失った。没後、カーティスの原画は第2代ロスチャイルド男爵が買取り、後にロンドン自然史博物館に寄付された。

## 著書の図版
"British Entomology" の図版

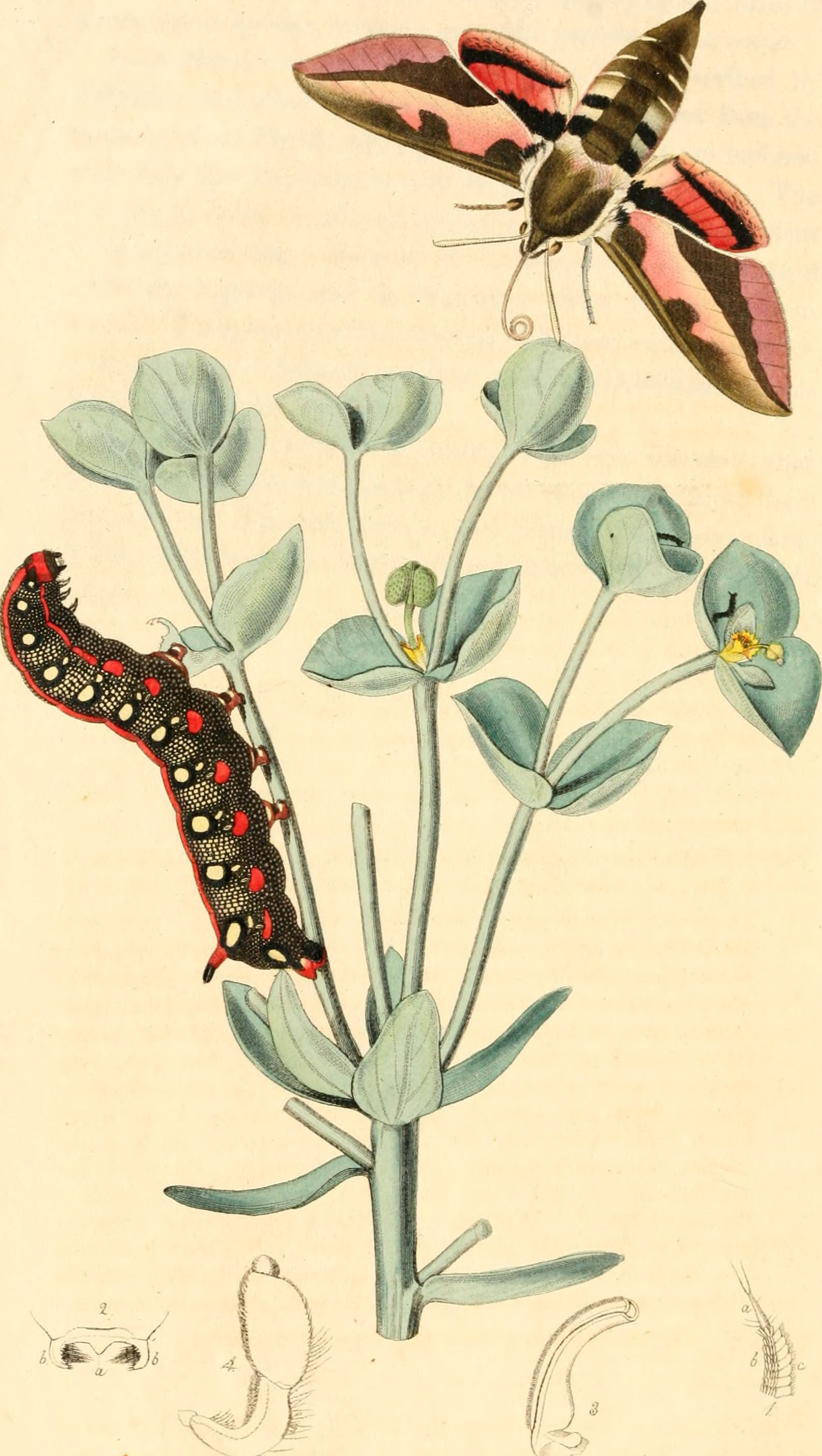
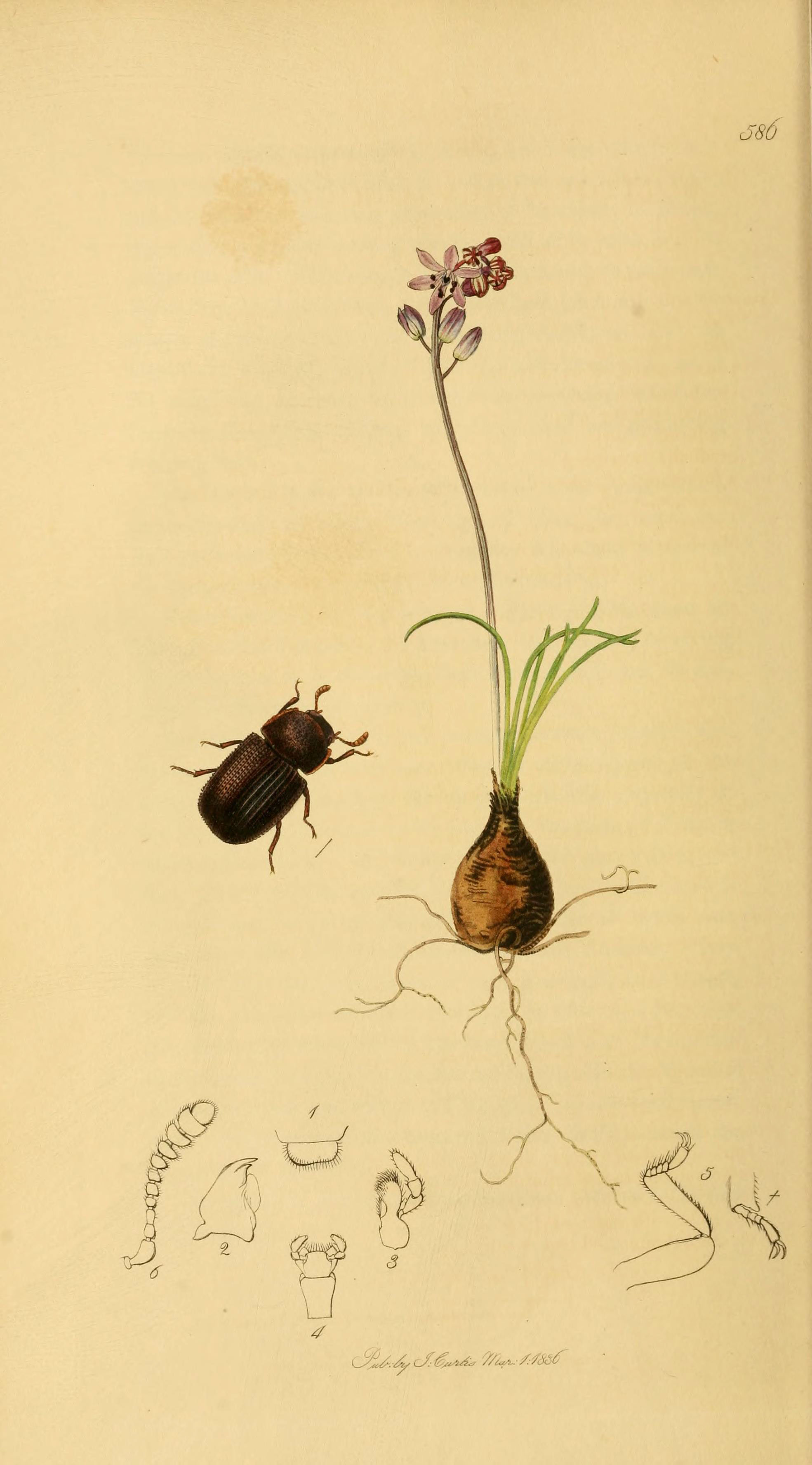
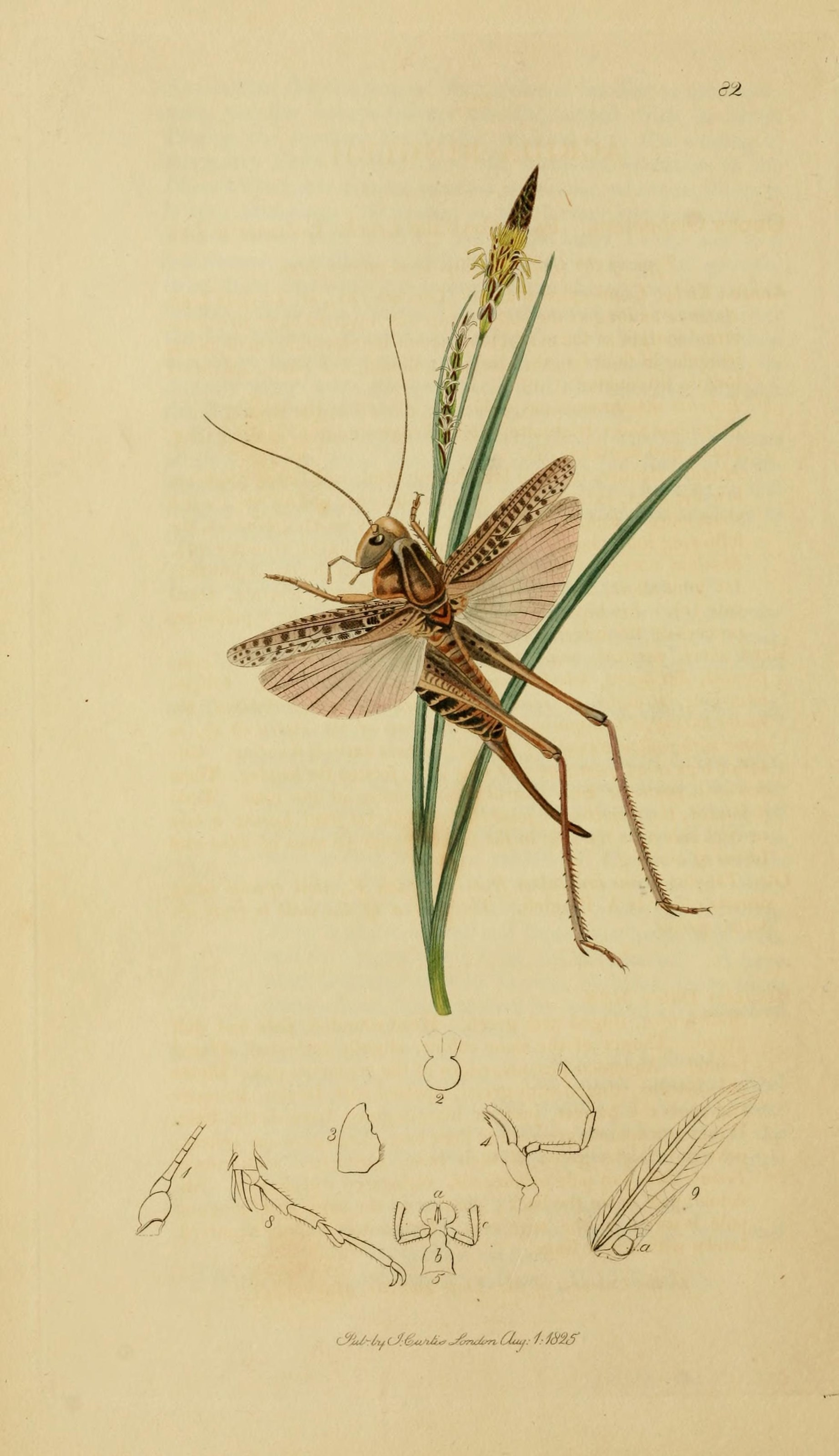
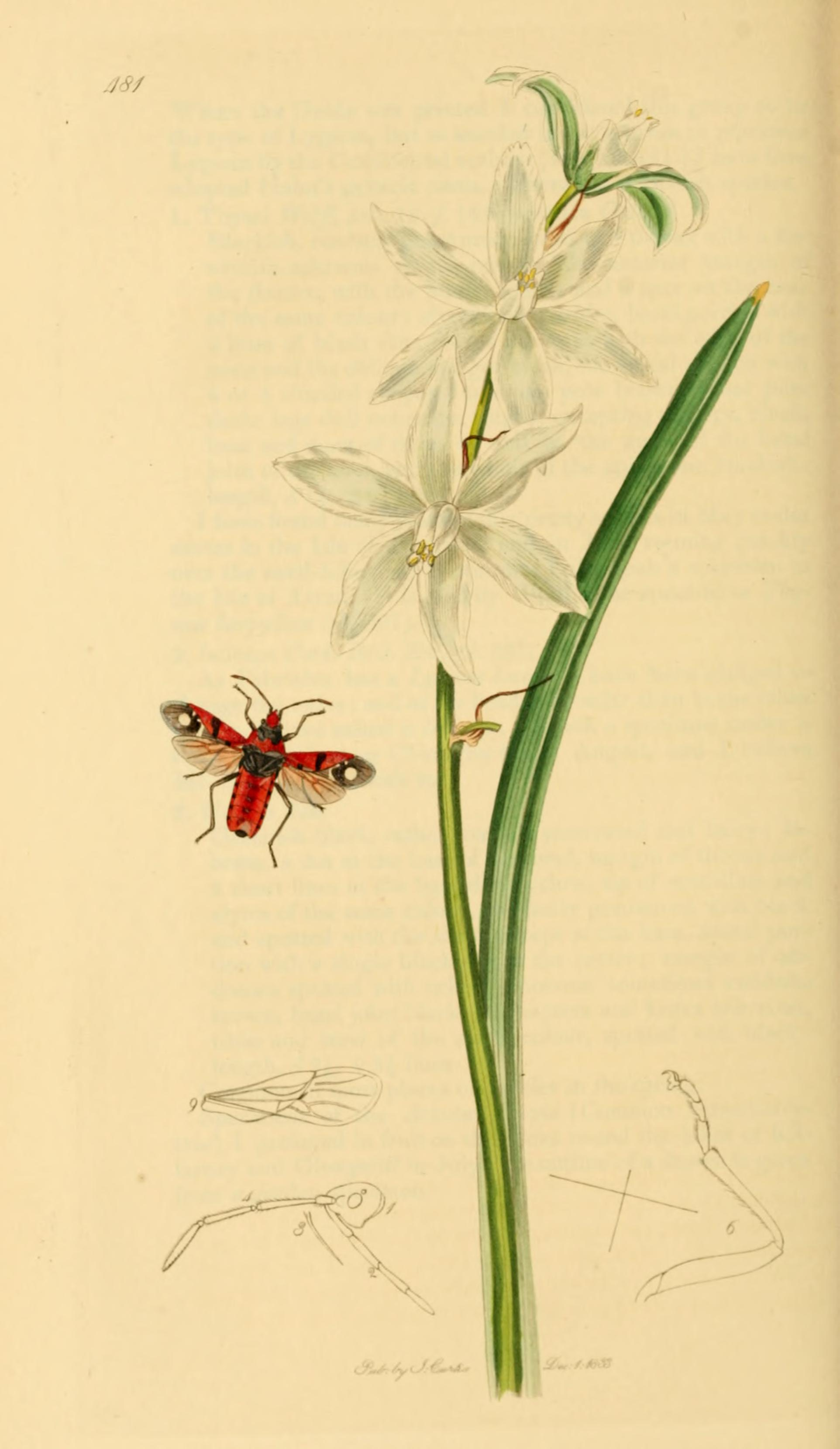
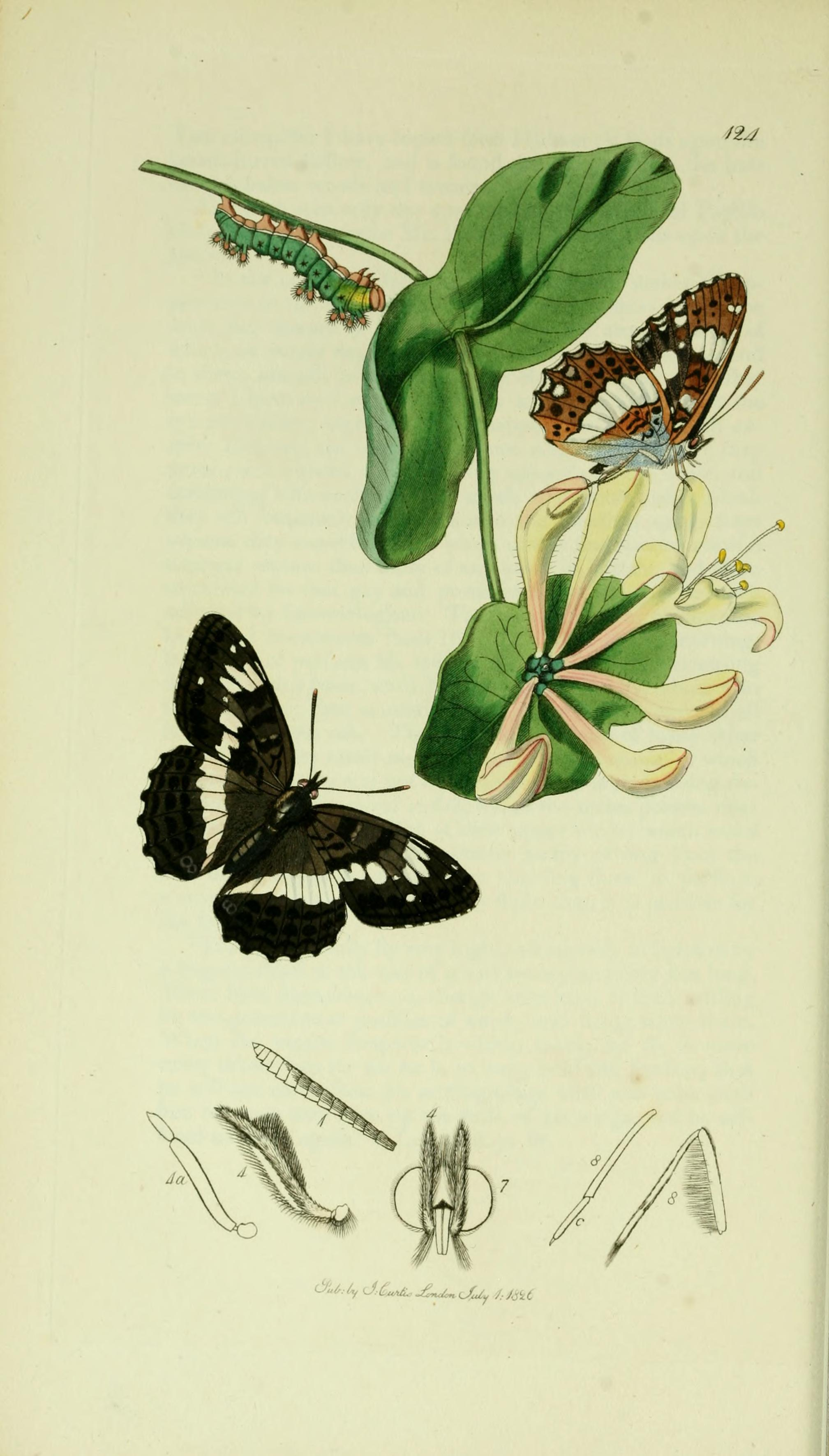